# Achmed Didi
 (décembre 2023).
Achmed Didi, né le 15 septembre 1985 à Rosendael (Pays-Bas), est un joueur international néerlandais de futsal.

## Biographie

### En club
Lorsqu'il est jeune, Achmed Didi commence le football au RBC Roosendaal avant de jouer au futsal.
Lors de la saison 2008-2009, il dispute une saison avec le Malabata Futsal en compagnie de son frère Khalid Didi. Alors qu'il monte en Eredivisie avec ce club, il honore sa première sélection en sélection néerlandaise.
Entre 2010 et 2020, il combine le football amateur avec le futsal, en évoluant au SC Kruisland au niveau amateur néerlandais, mais aussi au Malle Beerse en D1 belge,. Après près de dix ans passé en Belgique, en avril 2020, il quitte le Malle Beerse. 
Ayant commencé la saison 2022-2023 dans le football au RBC Roosendaal au niveau amateur, il est récupéré lors du mercato hivernal par le ZVV Kroeven en D2 néerlandaise de futsal et atteint les huitièmes de finale de la Coupe des Pays-Bas contre le FC Eindhoven, ayant inscrit le premier but du match (défaite, 9-2). Lors de cette même saison, il est sacré champion de la D2 néerlandaise.
Lors de la saison 2023-2024, il dispute l'Eredivisie avec le ZVV Kroeven.

### Carrière internationale
Le 28 octobre 2008, il dispute son premier match international contre l'Angleterre sous la houlette de l'entraîneur Vic Hermans, entouré de Soufiane Touzani ou encore Jamal El Ghannouti (victoire, 1-4).
Le 25 novembre 2008, à l'occasion de son troisième match international, il inscrit un doublé contre la Slovaquie dans le cadre d'un match amical (victoire, 5-1).

## Palmarès
- 2012 : Meilleur buteur du club de la saison[11]
- 2023 : Champion de la D2 néerlandaise avec le ZVV Kroeven[7]